# Burwell, Lincolnshire
Burwell är en ort och en civil parish i Storbritannien.   Den ligger i grevskapet Lincolnshire och riksdelen England, i den sydöstra delen av landet, 200 km norr om huvudstaden London. Burwell ligger 57 meter över havet och antalet invånare är 5 963.
Terrängen runt Burwell är platt. Runt Burwell är det ganska tätbefolkat, med 75 invånare per kvadratkilometer. Närmaste större samhälle är Louth, 8,6 km norr om Burwell. Trakten runt Burwell består till största delen av jordbruksmark.